# Les Poupées russes (série télévisée)
Pour l’article homonyme, voir Les Poupées russes.
Les Poupées russes est un téléroman québécois en 148 épisodes de 45 minutes scénarisé par Anne Boyer et Michel D'Astous, diffusé entre le 9 janvier 2002 et le 11 avril 2007 sur le réseau TVA.

## Distribution

### Acteurs principaux
- François Papineau : Pierre Dubé
- Brigitte Paquette : Hélène Lauzière
- Marie Tifo : Suzanne Lauzière
- Audréane Carrier : Nathalia Dubé
- Maude Gionet : Joëlle Lauzière-Gagnon
- Nathalie Coupal : Christina Yvanov
- Joël Miller : Kolia Yvanov
- Patrice Dubois : Victor Dubé
- Jean-François Pichette : Jean-Louis Gagnon
- Francis Reddy : François Lauzière
- Charles Lafortune : Sylvain Dorais
- Normand Chouinard : René Geoffrion
- Monique Spaziani : Denise Garneau

### Acteurs secondaires et figurants
- Sandra Dumaresq : Alice Rancourt
- Julie Beauchemin : Annie Geoffrion
- Linda Malo : Malorie Mura
- Martin Dion : Claude Tremblay
- Suzanne Garceau : Germaine Dubé
- Sylvie-Catherine Beaudoin : Ginette Dubé
- Louise Bombardier : Jacynthe Collin
- Roxan Bourdelais : Hubert Delisle
- Sacha Bourque : Marc-André Séguin
- Normand Canac-Marquis : Thomas Darcel
- Mireille Deyglun : Muriel Ramberg
- Françoise Faucher : Marité Syskine
- Jean Petitclerc : Stéphane Galarneau
- Marc-Oliver Lafrance : Robin Lacroix-Dubé
- Laetitia Isambert-Denis : Clara Vallée-Ryan
- Geneviève Rioux : Sophie-Catherine Lemire
- Henri Chassé : Robert Ferguson
- François L'Écuyer : Yvon Allard
- Caroline Claveau : Laurie Jubinville
- Justine Jacques-Gagnon : Florence Poliquin
- Christian Brisson-Dargis : Edouard Mura
- Marie Eykel : Ghyslaine Collin
- Yvon Roy : Roland Thériault
- Gregoriane Minot Payeur : Olivia Angell
- David Pelletier : Max Patenaude
- Marcel Jeannin : Christopher Price
- Jean-Robert Bourdage : Jerry Lussier
- Roxanne Jean : Madame Hétu
- Jennifer Johnston : Isabelle
- Alexia Gourd : Roxanne
- Valérie Deschemeaux
- Alee Poirier
- Stéphan Côté
- Frédérique Dufort
- Vitalli Manakou
- Patrice Bélanger
- Guy Nadon
- Louis Courchesne
- Giorgio Cazzaro : Monsieur Lenoir

## Fiche technique
- Scénarisation : Estelle Bouchard, Anne Boyer, Michel D'Astous et Bernard Montas
- Réalisation : Louise Forest et Sylvia Turgeon
- Musique originale : Scott Price
- Producteur : Pierrette Villemaire
- Production : JPL Production